# Katsjarina Dzehalevitsj
Katsjarina Michajlawna Dzehalevitsj (Cyrillisch: Кацярына Міхайлаўна Дзегалевіч) (Minsk, 3 mei 1986) is een voormalig tennisspeelster uit Wit-Rusland. In 2000 speelde zij haar eerste ITF-toernooi in Minsk, Wit-Rusland. Zij speelt rechtshandig en heeft een tweehandige backhand. Zij was actief in het proftennis van 2001 tot 2015.
Dzehalevitsj won één WTA-titel, in het dubbelspel, op het toernooi van Tasjkent in 2007. Haar beste resultaat op de grandslamtoernooien is het bereiken van de tweede ronde. Haar hoogste positie op de WTA-ranglijst is de 64e plaats (dubbelspel), die zij bereikte in september 2008.

## Posities op deWTA-ranglijst
Positie per einde seizoen:
| jaartal | ranking enkelspel | ranking dubbelspel |
| ------- | ----------------- | ------------------ |
| 2001    | 1071              | –                  |
| 2002    | 742               | 793                |
| 2003    | 440               | 365                |
| 2004    | 293               | 296                |
| 2005    | 251               | 185                |
| 2006    | 304               | 163                |
| 2007    | 178               | 104                |
| 2008    | 146               | 73                 |
| 2009    | 168               | 75                 |
| 2010    | 235               | 94                 |
| 2012    | 925               | 196                |
| 2013    | 817               | 497                |
| 2014    | –                 | 512                |
| 2015    | –                 | 991                |

## Prestatietabel grandslamtoernooien
| Legenda | Legenda                          |
| ------- | -------------------------------- |
| g.t.    | geen toernooi gehouden           |
| l.c.    | lagere categorie                 |
| –       | niet deelgenomen                 |
| G       | uitgeschakeld in de groepsfase   |
| 1R      | uitgeschakeld in de eerste ronde |
| 2R      | uitgeschakeld in de tweede ronde |
| 3R      | uitgeschakeld in de derde ronde  |
| 4R      | uitgeschakeld in de vierde ronde |
| KF      | uitgeschakeld in de kwartfinale  |
| HF      | uitgeschakeld in de halve finale |
| F       | de finale verloren               |
| W       | het toernooi gewonnen            |
| w-v     | winst/verlies-balans             |

### Vrouwendubbelspel
| Toernooi        | 2008 | 2009 | 2010 |
| --------------- | ---- | ---- | ---- |
| Australian Open | –    | 1R   | –    |
| Roland Garros   | 1R   | 2R   | 1R   |
| Wimbledon       | 2R   | 2R   | 1R   |
| US Open         | 2R   | 1R   | 1R   |

## Palmares
| Legenda                | Legenda                  |
| ---------------------- | ------------------------ |
| Grandslamtoernooi      |                          |
| Olympische Spelen      |                          |
| Year-End Championships |                          |
| tot 2009               | 2009 – 2020 / vanaf 2021 |
| Tier I                 | Premier Mandatory        |
| Tier II                | Premier Five / WTA 1000  |
| Tier III               | Premier / WTA 500        |
| Tier IV & V            | International / WTA 250  |
|                        | Challenger / WTA 125     |

### WTA-finaleplaatsen vrouwendubbelspel
| nr.              | finaledatum | toernooi     | ondergrond | partner             | tegenstandsters                      | score            |         |
| ---------------- | ----------- | ------------ | ---------- | ------------------- | ------------------------------------ | ---------------- | ------- |
| Gewonnen finales |             |              |            |                     |                                      |                  |         |
| 1.               | 2007-10-07  | WTA Tasjkent | hardcourt  | Anastasija Jakimava | Tatjana Poetsjek Anastasia Rodionova | 2-6, 6-4, [10-7] | details |
| Verloren finales |             |              |            |                     |                                      |                  |         |
| 1.               | 2009-09-27  | WTA Tasjkent | hardcourt  | Vitalia Djatsjenko  | Volha Havartsova Tatjana Poetsjek    | 2-6, 7-6, [8-10] | details |